# Кристал, Билли
Уильям Эдвард Кристал (англ. William Edward Crystal, род. 14 марта 1948 года) — американский комик, актёр, кинорежиссёр и продюсер, а также писатель и телеведущий. Получил известность в 1970-е годы благодаря телевидению. Затем, в 1980-е и 1990-е годы, сыграл роли во многих успешных фильмах.

## Биография
Билли Кристал родился и вырос в Нью-Йорке, в еврейской семье. Окончил Нью-Йоркский университет. В 1970-е годы снимался в комедийном телесериале «Мыло» (пародии на мыльные оперы). В кино впервые попал в 1978 году, сыграв роль беременного мужчины. Однако по-настоящему успешной его кинокарьера стала только в конце 1980-х годов, когда он снялся в комедиях «Сбрось маму с поезда» и «Городские пижоны», а также в мелодраме «Когда Гарри встретил Салли» и в фильмах «Анализируй это» и «Анализируй то».
Неоднократно был ведущим церемонии вручения наград американской киноакадемии «Оскар» (1990, 1991, 1992, 1993, 1997, 1998, 2000, 2004, 2012).

## Личная жизнь
1970 год — супруга Дженис Кристал. Дочери Дженнифер (1973 год рождения), Линдсей (1977 год рождения).

## Фильмография

### Актёрские работы
| Год  |    | Русское название                           | Оригинальное название                            | Роль                    |
| ---- | -- | ------------------------------------------ | ------------------------------------------------ | ----------------------- |
| 1978 | ф  | Человеческие чувства                       | Human Feelings                                   | Майлс Гордон            |
| 1980 | ф  | Энола Гей: Человек, миссия, атомная бомба  | Enola Gay: The Men, the Mission, the Atomic Bomb | лейтенант Джейкоб Бесер |
| 1984 | ф  | Это — Spinal Tap                           | This Is Spinal Tap                               | Морти                   |
| 1986 | ф  | Беги без оглядки                           | Running Scared                                   | Дэнни Констанцо         |
| 1987 | ф  | Принцесса-невеста                          | The Princess Bride                               | Макс                    |
| 1987 | ф  | Сбрось маму с поезда                       | Throw Momma from the Train                       | Ларри                   |
| 1988 | ф  | Мои воспоминания                           | Memories of Me                                   | Эбби                    |
| 1989 | ф  | Когда Гарри встретил Салли                 | When Harry Met Sally                             | Гарри Барнс             |
| 1991 | ф  | Городские пижоны                           | City Slickers                                    | Митч Роббинс            |
| 1992 | ф  | Мистер субботний вечер                     | Mr. Saturday Night                               | Бадди Янг-мл.           |
| 1994 | ф  | Городские пижоны 2: Легенда о золоте Кёрли | City Slickers II: The Legend of Curly's Gold     | Митч Роббинс            |
| 1995 | ф  | Прощание с Парижем                         | Forget Paris                                     | Майк Гордон             |
| 1996 | ф  | Гамлет                                     | Hamlet                                           | первый землекоп         |
| 1997 | ф  | День отца                                  | Fathers' Day                                     | Джек Лоуренс            |
| 1997 | ф  | Разбирая Гарри                             | Deconstructing Harry                             | Ларри                   |
| 1998 | ф  | Мой гигант                                 | My Giant                                         | Сэм Кэмин               |
| 1999 | ф  | Анализируй это                             | Analyze This                                     | доктор Бен Соболь       |
| 2001 | ф  | Любимцы Америки                            | America's Sweethearts                            | Ли Филлипс              |
| 2001 | мф | Корпорация монстров                        | Monsters, Inc.                                   | Майк Вазовски           |
| 2002 | ф  | Анализируй то                              | Analyze That                                     | доктор Бен Соболь       |
| 2004 | мф | Ходячий замок                              | Hauru no ugoku shiro                             | Кальцифер               |
| 2006 | мф | Тачки                                      | Cars                                             | Майк                    |
| 2010 | ф  | Зубная фея                                 | Tooth Fairy                                      | Джерри                  |
| 2012 | ф  | Родительский беспредел                     | Parental Guidance                                | Арти Декер              |
| 2012 | ф  | Безвыходная ситуация                       | Small Apartments                                 | Берт Уолнат             |
| 2013 | мф | Университет монстров                       | Monsters University                              | Майк Вазовски           |
| 2016 | ф  | Комик                                      | The Comedian                                     | Сам себя                |
| 2018 | ф  | Не вместе                                  | Untogether                                       | Дэвид                   |

### Режиссёрские работы
- 1986 — «Смех для облегчения» / Comic Relief
- 1992 — «Мистер субботний вечер» / Mr. Saturday Night
- 1995 — «Забыть Париж» / Forget Paris
- 2021 — «Здесь и сегодня» / Here Today